# Към брата си
„Към брата си“ е елегия от Христо Ботев, написано в първите месеци от живота му в Румъния. Издадено е в три редакции:
- I редакция – в. „Дунавска зора“, бр.14 от 12 януари 1868 г.;[1]
- II редакция – в. „Свобода“, бр.36 от 30 юли 1870 г.;
- III редакция – „Песни и стихотворения“, 1875 г.

## КЪМ БРАТА СИ
Тежко, брате, се живее 

между глупци неразбрани; 

душата ми в огън тлее, 

сърцето ми в люти рани.

Отечество мило любя, 

неговият завет пазя; 

но себе си, брате, губя,

тия глупци като мразя.

Мечти мрачни, мисли бурни 

са разпнали душа млада; 

ах, ръка си кой ще турне 

на туй сърце, дето страда?

Никой, никой! То не знае 

нито радост, ни свобода; 

а безумно как играе 

в отзив на плач из народа!

Често, брате, скришом плача 

над народен гроб печален; 

но, кажи ми, що да тача 

в тоя мъртъв свят коварен?

Нищо, нищо! Отзив няма 

на глас искрен, благороден, 

пък и твойта ѝ душа няма 

на глас божий – плач народен!